# Sascha Krüger (Synchronsprecher)
Sascha Krüger (* 10. November 1978 in Mechernich) ist ein deutscher Synchronsprecher und Schauspieler und lebt in Berlin. Bis 2016 war er primär unter dem Künstlernamen „Freddy Bee“ aktiv, entschied sich jedoch, mit dem Beginn seiner Synchronkarriere, auf seinen bürgerlichen Namen zurückzugreifen.

## Synchronrollen (Auswahl)
Film
- 2025 Blood & Sinners als Cornbread
- 2025 Companion – Die perfekte Begleitung als Eli
- 2025 Star Trek: Sektion 31 als Zeph
- 2023 Blue Beetle als José / Dr. Sanchez

Serien
- 2025 Trigger als Jeon Won-seong
- seit 2022 Marie Antoinette als Chartres
- seit 2022 Virgin River als Cameron Hayek
- seit 2021 BMF als Hoop
- seit 2021 Ranking of Kings als Hokuro
- 2017–2021 The Last Kingdom als Osferth

## Filmografie (Auswahl)

### Fernsehen
- 2025 Gute Zeiten, schlechte Zeiten als Mirko Fechner in Episode 8282 & 8283[2]